# Johann Veit Döll

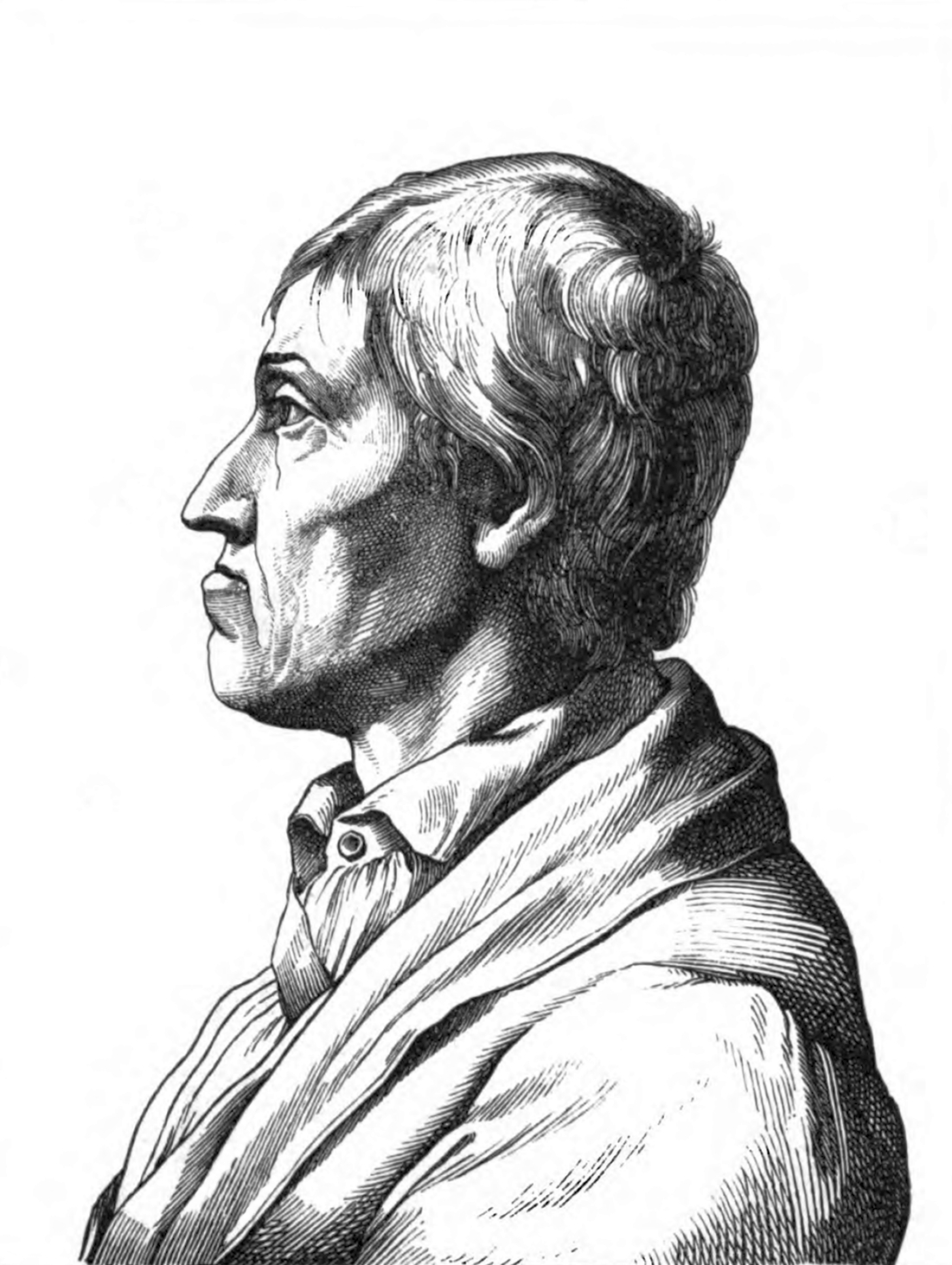
Johann Veit Döll

Johann Veit Döll (* 1. Februar 1750 in Suhl; † 15. Oktober 1835 ebenda) war ein deutscher Graveur, Edelsteinschneider und Medailleur.
Döll absolvierte eine Lehre als Büchsenschäfter, bildete sich jedoch autodidaktisch zum Graveur und Edelsteinschneider aus. Nach Aufenthalten in Wien, wo er für 15 Monate beim Graveur Joseph Maximilian Kolb arbeitete, und einem kurzen Aufenthalt beim kurfürstlichen Hof- und Kabinettsteinschneider Johann Georg Klett in Dresden, kehrte Döll 1772 nach Suhl zurück und arbeitete fortan selbständig als Graveur, Medailleur und Steinschneider.
Für seine Arbeiten, die wegen ihrer Qualität hohe Wertschätzung genossen, erfuhr Döll große Anerkennung: 1778 wurde er kurfürstlich-sächsischer Hofgraveur. Ab 1796 arbeitete er für das Berliner Atelier Daniel Friedrich Loos fast 20 Jahre lang und schnitt die Stempel für rund 100 Medaillen. Im Jahre 1808 ernannte die Berliner Akademie der Künste ihn zum ordentlichen Mitglied, und 1824 erhielt er den preußischen Roten Adlerorden.
Im Andenken an Johann Veit Döll wurde der seit 2006 gemeinsam von der Stadt Suhl und der Deutschen Gesellschaft für Medaillenkunst vergebene Deutsche Medailleurpreis nach dem Suhler Medailleur benannt.
Ein Teil seines schriftlichen Nachlasses befindet sich heute im Deutschen Kunstarchiv im Germanischen Nationalmuseum in Nürnberg.